# Aulosaphoides bicolor
Aulosaphoides bicolor är en stekelart som först beskrevs av Chen och He 1996.  Aulosaphoides bicolor ingår i släktet Aulosaphoides och familjen bracksteklar. Inga underarter finns listade.